# Пакетный файл
Пакетный файл (англ. batch file) — текстовый файл в MS-DOS, OS/2 или Windows, содержащий последовательность команд, предназначенных для исполнения командным интерпретатором. После запуска пакетного файла программа-интерпретатор (как правило, COMMAND.COM или cmd.exe) читает его строка за строкой и последовательно исполняет команды. Пакетный файл — аналог скриптовых файлов командной строки (shell script) в Unix-подобных операционных системах.
Пакетные файлы в DOS имеют расширение .BAT; для других операционных систем они могут иметь другие расширения — например, .CMD в Windows NT и OS/2 или .BTM в 4DOS или подобных оболочках.

## История
Поддержка пакетных файлов имелась в MS-DOS с самого начала. Командные интерпретаторы этой системы (а затем и Windows) предлагают два режима работы: интерактивный (когда пользователь подтверждает выполнение каждой команды пакетного файла) и обычный (когда все команды пакетного файла выполняются без подтверждения). Концепция обоих режимов была почерпнута из интерфейсов командной строки предшествующих ОС (таких как CP/M) и Unix-оболочек.
Командный интерпретатор в MS-DOS (а следом и в семействе Windows 9x) имеет название COMMAND.COM. Наиболее известным пакетным файлом в этих системах является AUTOEXEC.BAT, который автоматически исполняется COMMAND.COM во время загрузки операционной системы.
Семейство Windows NT (2000, XP и далее) не основаны на MS-DOS и включают интерпретатор cmd.exe, который частично совместим с COMMAND.COM. Некоторые старые возможности COMMAND.COM в нём недоступны, однако вместо них появились новые. COMMAND.COM включается в NT-подобные системы для обеспечения лучшей обратной совместимости.
Существуют и другие командные интерпретаторы, разработанные сторонними компаниями и предоставляющие расширенный синтаксис команд для пакетного программирования — например, 4DOS.
Также существуют компиляторы пакетных файлов (например, Bat To Exe Converter), преобразующие пакетные файлы в самостоятельные исполнимые программы.

## Применение
Пакетные файлы полезны для автоматического запуска приложений. Основная область применения — автоматизация наиболее рутинных операций, которые регулярно приходится совершать пользователю компьютера: например, копирование, перемещение, переименование, удаление файлов; работа с папками; архивация и т. п.
Вирусы и программы-шутки могут быть написаны в виде пакетного файла, известны также генераторы вирусов, являющиеся пакетными файлами (Virra 1.0, BADtch R.A.T. 0.4, и другие).

## Содержание
Пакетные файлы поддерживают операторы if, goto и for (в системах семейства Windows NT его возможности существенно расширены), что позволяет обрабатывать результаты выполнения предыдущих команд или приложений и в зависимости от этого выполнять дальше тот или иной блок команд (как правило, в случае удачного завершения приложение возвращает 0 в переменной errorlevel; в случае неудачного — 1 или большее значение).
Пакетные файлы могут содержать как внутренние команды, обрабатываемые непосредственно COMMAND.COM или CMD.EXE, так и обращения к внешним утилитам, существующим в виде отдельных программ (файлов .EXE либо любых других исполнимых модулей).

### Пример
Пример пакетного файла, вычисляющего выражения, введённые пользователем:
| @echo off chcp 1251 :: если появляются нечитаемые символы, замените 1251 на 65001 cls title Калькулятор color 71 :: если захотите поменять цвет, запустите cmd и напишите color 111 (появится справка) :start echo Введите выражение: set /p exp= set /a result="%exp%" cls echo Вычислено echo Ваше выражение:%exp% echo Результат:%result% echo. pause cls goto start | 1. Выключение «эхо» (вывода выполняющихся строк на экран). 2. Смена текущей кодировки на «кириллицу» 3. Очистка экрана. 4. Изменение заголовка окна Windows на строку «Калькулятор». 5. Изменение цвета текста и фона (тёмно-синий на светло-сером). 6. Создание метки. 7. Вывод строки «Введите выражение». 8. Создание переменной exp для хранения ввода пользователя. 9. Вычисление результата выражения и помещение его в переменную result. 10. Очистка экрана. 11. Вывод строки «Вычислено». 12. Вывод строки «Ваше выражение» и значения переменной exp. 13. Вывод строки «Результат» и значения переменной result. 14. Вывод пустой строки. 15. Остановка выполнения кода до нажатия любой клавиши. 16. Очистка экрана 17. Переход на метку start, выполнение кода начнётся со следующей после метки команды. 18. Для корректной работы «кириллицы» рекомендуется сохранять файл в кодировке ANSI. |